# 초양항 (사천시)
초양항은 경상남도 사천시 늑도동 초양도 섬에 있는 어항이다. 2002년 10월 18일 어촌정주어항으로 지정하여 관리하고 있다. 시설관리자는 사천시장이다.

## 어항 구역
본 항의 어항구역은 다음과 같다
- 수역: 5,000m2 (사천시 늑도동 502-13(제) 일원)
- 육역: 1,100m2

## 어항 시설
- 방파제 7m, 선착장 33m, 물량장 92m

## 주요 어종
- 볼락, 감성돔, 쥐노래미
  - 봄(3월～6월) : 볼락, 도다리
  - 여름(7월～9월) : 감성돔, 학공치
  - 가을(10월～11월) : 농어, 쥐노래미
  - 겨울(12월～2월) : 볼락